# ضلع الحوض
ضلع الحوض هو عيب خلقي نادر في البشر، وهو عبارة عن ضلع أو إصبع زائد بالقرب من الحوض، وعادة ما يتم اكتشافها بالصدفة. وقد تم الإبلاغ عن حوالي 41 حالة.